# Dredg
I Dredg (stilizzato dredg) sono un gruppo musicale rock alternativo statunitense, formati a Los Gatos (California) nel 1993.

## Storia

### Primi anni eLeitmotif
Le prime pubblicazioni del gruppo risalgono alla seconda metà degli anni novanta, quando furono incisi i demo Bystandard (1995) e ''Conscious (1996). Dopo la realizzazione di un EP, intitolato Orph e distribuito indipendentemente nel 1997, i Dredg pubblicarono l'album di debutto Leitmotif nel 1999 attraverso la Woven Recordings. L'album catturò l'attenzione della Interscope Records, che lo ristampò l'11 settembre 2001.
Con la notorietà guadagnata dal passaggio a una major, i Dredg acquistarono quasi subito un posto importante fra i promotori della musica alternative, dato il sound unico e concettuale del loro primo disco, in larga parte strumentale. Vi fu il tentativo di produrre un film che avrebbe incluso tutti i brani dell'album in una sorta di video musicale, ma il progetto non fu portato a termine.
Nel 2001 uscì Industry Demos, raccolta di quattro brani registrate dal gruppo prima di entrare a fare parte di un'etichetta discografica. Le quattro canzoni sono Of the Room, Redrawing the Island Map, Running Through Propellers, e The Papal Insignia.

### El cielo
L'8 ottobre 2002 i Dredg pubblicarono il secondo album in studio El cielo, un concept album ispirato alla vita di Salvador Dalí ed in particolare al dipinto Sogno causato dal volo di un'ape intorno a una melagrana un attimo prima del risveglio, che in lingua inglese figura come Dream Caused by the Flight of a Bumblebee around a Pomegranate One Second Before Awakening. Il brano d'apertura dell'album è intitolato infatti Brushstroke:dcbtfoabaaposba.

### Catch Without Arms

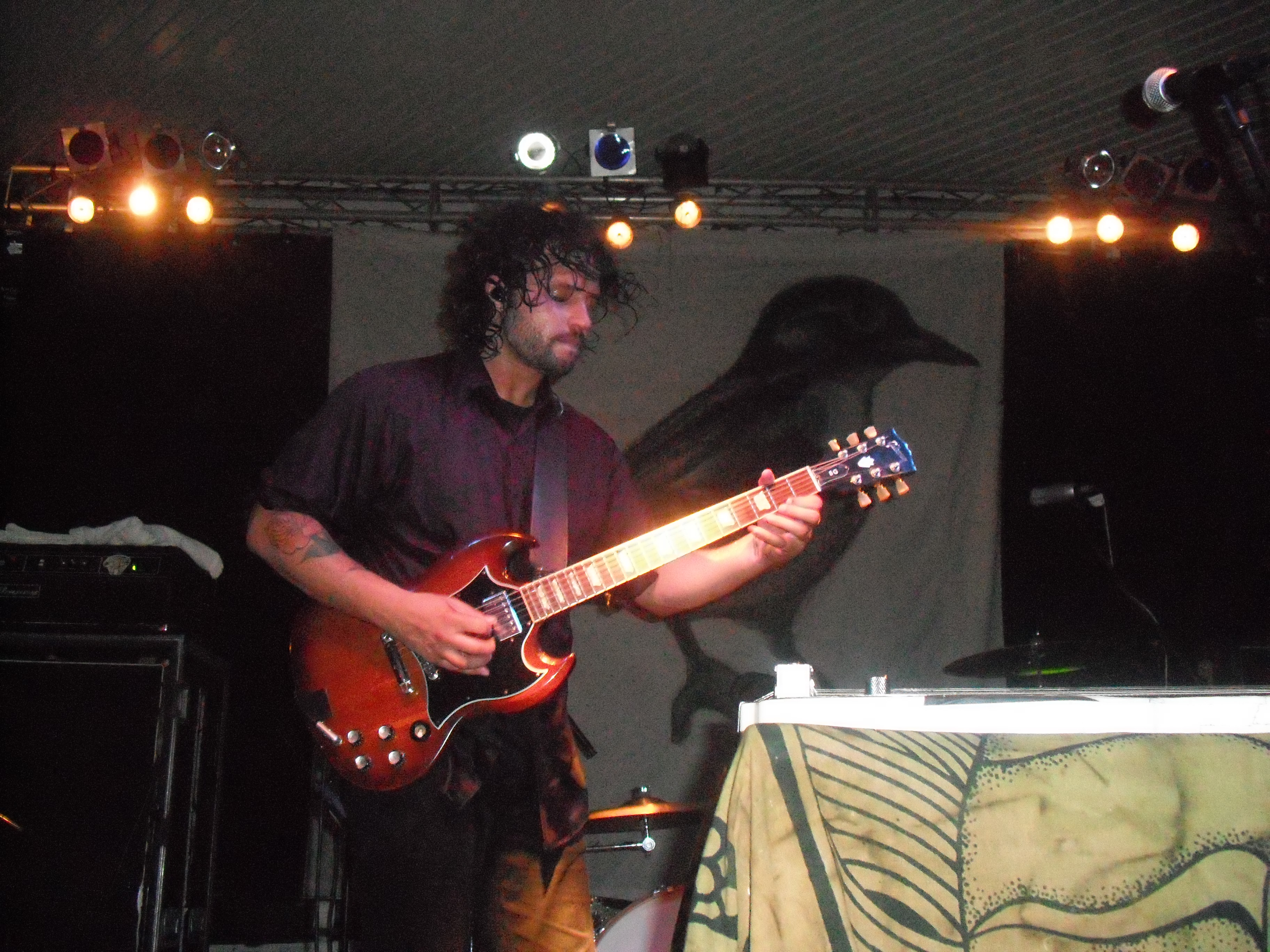
Gavin Hayes in concerto nel 2009

Il 21 giugno 2005 è la volta del loro terzo album Catch Without Arms, pubblicato contestualmente al video del primo singolo, Bug Eyes. Rispetto agli album precedenti, è più consistente l'elemento melodico, ben congeniale alla raffinata vocalità di Hayes, che mostra di sapere essere molto più del cantante hardcore degli inizi. Durante le registrazioni dell'album, il gruppo ha composto anche i remix di Sang Real con Dan the Automator e di Ode to the Sun con Serj Tankian dei System of a Down; nessuno dei due brani è stato inserito nella lista tracce dell'album.
Nella primavera del 2006 i Dredg hanno suonato nel tour Taste of Chaos, insieme a gruppi come Deftones, Atreyu, Thrice e Story of the Year. Nello stesso anno hanno inoltre composto il sottofondo musicale per un film indipendente uscito nello stesso anno, Waterborne. L'11 maggio il gruppo ha registrato la propria performance per un CD intitolato Live at the Fillmore.
Agli inizi di agosto 2006 i Dredg hanno annunciato che avrebbero suonato in due "eventi speciali" l'uno dopo l'altro il 14 e il 15 settembre al locale Catalyst di Santa Cruz, in California. È stato in seguito rivelato che l'evento avrebbe compreso l'intero Leifmotif durante la prima serata e l'intero El cielo durante la seconda. Durante i concerti sono inoltre stati eseguiti alcuni brani tratti da Catch Without Arms. Una prima versione di It's Not Worth It è stata eseguita in entrambe le serate.
Dal 7 al 10 novembre 2006 il gruppo ha esordito con l'inedito Ireland durante un'esibizione tenutasi in California per promuovere il lancio del loro primo album dal vivo Live at the Fillmore. Insieme al brano sono presenti anche alcuni tratti da Catch Without Arms e da El cielo, come anche The Warbler, ufficialmente dichiarata come una traccia dal vivo del disco.
La band è apparsa nella lista di The Coterie, un gruppo di intellettuali inglesi col grado di membri onorari.

### The Pariah, The Parrot, The Delusion
Il 14 febbraio 2007 i Dredg hanno annunciato sul loro sito ufficiale di essere in fase di produzione di un nuovo album, rivelando inoltre alcuni titoli che si sono aggiunti ad Ireland. Tra i vari brani è presente anche Fucking Smile Pt. 2, continuazione di Fuckin Smile, b-side del secondo album El cielo.
Durante la serie successiva serie di concerti in California, intorno alle prime settimane di aprile, il gruppo ha eseguito per la prima volta in pubblico altri brani estratti dall'album: Push Away, It's Not Worth It, Quotes e Wu.
L'8 luglio 2007 il cantante Gavin Hayes ha postato un comunicato sul Myspace ufficiale del gruppo in cui aggiornava i fan con nuove informazioni sul prossimo album e sul tour. La band è poi stata in tour sino a settembre, per poi entrate in sala registrazione e lavorare al quarto album in studio. Hayes ha dichiarato che erano quasi pronte 12-15 tracce, ed altre si aspettavano essere scritte durante la fase di registrazione. Alcune delle canzoni già suonate in tour erano al momento considerate già pronte: Ireland, Quotes, Wondrous Miracle, e Push Away. Una nuova canzone intitolata Light Switch era al momento in fase di produzione.
Durante il loro tour tra settembre e ottobre sulla West coast, i Dredg hanno eseguito nuove canzoni: Waterbourne (derivata dalle linee melodiche dei brani strumentali che Mark Engles e Dino Campanella hanno prodotto per la colonna sonora del film Waterbourne), I Don't Know (il cui testo si interroga sull'origine e sul destino della vita terrena), Wonderous Miracle (eseguita solamente al Catalyst Show di Santa Cruz, accanto ad alcuni pezzi strumentali e a nuove versioni, più curate, di Ireland, It's Not Worth It e Quotes.
Nel tour estivo 2008, in Usa ed Europa, la band ha presentato alcune delle nuove canzoni, che potrebbero finire sul nuovo album anche con titoli diversi da quelli usati fino a quel momento: I Don't Know, Waterbourne, Saviour e Ireland. L'uscita del nuovo lavoro, si leggeva in una nota sul sito ufficiale della band era prevista per il 9 giugno 2009: The Pariah, The Parrot, The Delusion. A curare l'artwork Rohner Segnitz, cantante dei Division Day. Oltre alla versione basic dell'album saranno edite una versione LP e un'edizione limitata con una copertina alternativa.
A supporto del nuovo lavoro, la band ha annunciato un tour in partenza il 9 marzo da Berlino, e a seguire una seconda data tedesca (11 marzo, Colonia) e una serie di concerti negli States fino a fine maggio. Non è esclusa una seconda leg del tour tra fine primavera e inizio estate, con probabili tappe europee.
Oltre alla musica, la band si cimenta anche negli artwork, visibili sul sito ufficiale. I lavori artistici di Drew Roulette, il bassista del gruppo, sono apparsi ben due volte su T-shirts distribuite dalla marca statunitense Artus Clothing.

## Formazione
- Gavin Hayes – voce, chitarra, slide guitar
- Mark Engles – chitarra
- Drew Roulette – basso, sintetizzatore
- Dino Campanella – batteria, tastiera, pianoforte

## Discografia

### Album in studio
- 1999 – Leitmotif
- 2002 – El cielo
- 2005 – Catch Without Arms
- 2009 – The Pariah, the Parrot, the Delusion
- 2011 – Chuckles and Mr. Squeezy

### Album dal vivo
- 2006 – Live at the Fillmore

### Raccolte
- 2022 – Vault

### EP
- 1997 – Orph
- 2001 – Extended Play for the Eastern Hemisphere

### Singoli
- 2005 – Bug Eyes
- 2005 – Catch Without Arms
- 2009 – I Don't Know
- 2009 – Saviour
- 2009 – Information
- 2011 – The Thought of Losing You

## Videografia

### Album video
- 2011 – Live Im Konzerthaus

### Video musicali
- 2002 – Same Ol' Road
- 2003 – Of the Room
- 2005 – Bug Eyes
- 2009 – I Don't Know
- 2009 – Information
- 2011 – The Thought of Losing You
- 2011 – Upon Returning